# Анатолий Анатолич
Анатолий Анатолич (настоящее имя — Анатолий Анатольевич Яцечко; род. 26 сентября 1984, Кривой Рог, Днепропетровская область) — украинский радиоведущий, шоумен, ведущий программ «Завтрак с 1+1», «Голос страны», YouTube-канала «Зе Интервьюер», утреннего шоу «Ранок з Україною» на телеканале «Украина».

## Биография
Родился 26 сентября 1984 года в городе Кривой Рог в семье экономистов.
В 2001 году окончил криворожскую гимназию № 95 и поступил в Криворожский экономический институт на учётно-экономический факультет.
В студенческие годы увлёкся КВН, был капитаном сборной команды Кривого Рога.
В 2005 году команда завоевала «Кубок юмора». На пятом курсе был назван лучшим студентом Днепропетровской области.
Во время учёбы уже работал радиоведущим на радиостанции GalaRadio.
После окончания ВУЗа в 2006 году переехал в Киев и стал радиоведущим программы «Happy Ранок» на «ХІТ-FM», ведёт шоу в течение шести лет. С октября 2009 года на «ХІТ-FM» и канале М1 ведёт юмористическое шоу с приглашёнными знаменитостями.
В 2011 году запускает сольный музыкальный проект «Правила грамматики». В том же году становится сначала голосом, а потом и ведущим RedRoom шоу «Голос страны».
В телевизионном сезоне 2012 года вёл сразу три проекта: «Вайфайтера» (ТЕТ), «Богиня шопинга» (ТЕТ) и «Добрый вечер» (1+1).
С 4 марта 2013 по 21 июля 2017 года вёл утреннее шоу «Завтрак с 1+1».
«Завтрак с 1+1» — это единственное шоу, на которое я согласился бы променять свою утреннюю работу на радио. И такое совпадение: мне предложили вместе с Русланом Сеничкиным вести «Завтрак»! — прокомментировал Анатолич.
После завершения работы в «Завтраке» ведёт видеопроект «Зе Интервьюер» на собственном YouTube-канале, где берёт интервью у знаменитостей украинского шоу-бизнеса и культуры.
В 2020 году был ведущим «Big Money Forum» Евгения Черняка в Одессе и в 2021 году в Харькове.
С 2019 по 2022 год ведущий утреннего шоу «Ранок з Україною» на телеканале «Украина».

## Семья
Женат на Юлии Бойко — пресс-атташе Светланы Лободы.
В 2011 году у супругов родилась дочь Алиса, её крёстной мамой стала певица Светлана Лобода, а крёстным отцом — автор «Студии Квартал-95» Вадим Переверзев. 28 марта 2013 года родилась вторая дочь — Лолита.

## Участие в «Что? Где? Когда?»
Дважды назывался лучшим игроком сезона в популярной интеллектуальной игре «Что? Где? Когда?». На Украине играет за сборную команду лучших игроков клуба.